# Заврати
Заврати (чеш. Závraty, бывш. нем. Zawraten) — муниципалитет на юге Чешской Республики, в Южночешском крае. Входит в состав района Ческе-Будеёвице.
Один из самых малонаселённых муниципалитетов Чехии по состоянию на 2015 год.

## География
Расположен на расстоянии 8 км к юго-западу от Ческе-Будеёвице.
Граничит с муниципалитетами Гомоле (с востока), Врабче (с юга), Градце (с юго-запада) и Липи (с северо-запада).
Автобусного сообщения нет, ближайшая автобусная остановка находится в 1 км от центра деревни.

## История
Впервые упоминается в 1365 году.
До 1950-х годов был частью муниципалитета Врабче, затем — частью муниципалитета Гомоле.
С 1 января 1992 года — самостоятельный муниципалитет.
Имеется часовня Богоматери Семь Скорбей 1938 года постройки.

### Изменение административного подчинения
- 1850 год — Австрийская империя, Богемия, край Будеёвице, политический и судебный район Будеёвице;
- 1855 год — Австрийская империя, Богемия, край Будеёвице, судебный район Будеёвице;
- 1868 год — Австро-Венгрия, Цислейтания, Богемия, политический и судебный район Будеёвице[7];
- 1920 год — Чехословацкая Республика, Ческе-Будеёвицкая жупания[чеш.], политический и судебный район Ческе-Будеёвице;
- 1928 год — Чехословацкая Республика, Чешская земля, политический и судебный район Ческе-Будеёвице;
- 1939 год — Протекторат Богемии и Моравии, Богемия, область Будвайс, политический и судебный район Будвайс[8];
- 1945 год — Чехословацкая Республика, Чешская земля, административный и судебный район Ческе-Будеёвице[9];
- 1949 год — Чехословацкая республика, Ческе-Будеёвицский край, район Ческе-Будеёвице[10];
- 1960 год — ЧССР, Южночешский край, район Ческе-Будеёвице;
- 2003 год — Чехия, Южночешский край, район Ческе-Будеёвице, ОРП Ческе-Будеёвице.

## Население
| Год  | Численность | Численность |
| ---- | ----------- | ----------- |
| 1869 | 146         | [ 11 ]      |
| 1880 | 128         | [ 11 ]      |
| 1890 | 110         | [ 11 ]      |
| 1900 | 129         | [ 11 ]      |
| 1910 | 146         | [ 11 ]      |
| 1921 | 128         | [ 11 ]      |
| 1930 | 145         | [ 11 ]      |
| 1950 | 99          | [ 11 ]      |
| 1961 | 133         | [ 11 ]      |
| 1970 | 120         | [ 11 ]      |
| 1980 | 70          | [ 11 ]      |
| 1991 | 31          | [ 11 ]      |
| 2001 | 34          | [ 11 ]      |
| 2014 | 37          | [ 12 ]      |
| 2016 | 39          | [ 13 ]      |
| 2017 | 45          | [ 14 ]      |
| 2018 | 42          | [ 15 ]      |
| 2019 | 45          | [ 16 ]      |
| 2020 | 50          | [ 17 ]      |
| 2021 | 51          | [ 18 ]      |
| 2022 | 54          | [ 19 ]      |
| 2023 | 61          | [ 20 ]      |
| 2024 | 62          | [ 21 ]      |
| 2025 | 65          | [ 3 ]       |

По переписи 2011 года в деревне проживало 42 человека (из них 35 чехов и 7 не указавших национальность, в 2001 году — все чехи), из них 21 мужчина и 21 женщина (средний возраст — 44,7 года).
Из 35 человек старше 14 лет 1 был необразованным, 3 имели базовое (в том числе неоконченное) образование, 27 — среднее, включая учеников (из них 12 — с аттестатом зрелости), 3 — высшее (все магистры).
Из 42 человек 18 были экономически активны (в том числе 1 работающий пенсионер, 1 женщина в декретном отпуске и 2 безработных), 21 — неактивны (10 неработающих пенсионеров, 3 рантье, 2 учащихся и 6 других иждивенцев).
Из 16 работающих 1 работал в сельском хозяйстве, 6 — в промышленности, 2 — в торговле и авторемонте, 1 — в информатике и связи, 1 — в финансово-страховой сфере, 3 в образовании.